# Missionari dei Sacri Cuori di Gesù e Maria
I Missionari dei Sacri Cuori di Gesù e Maria (in latino Congregatio Missionariorum a Sacris Cordibus Iesu et Mariae) sono un istituto religioso maschile di diritto pontificio: i membri di questa congregazione clericale pospongono al loro nome la sigla M.SS.CC.

## Storia

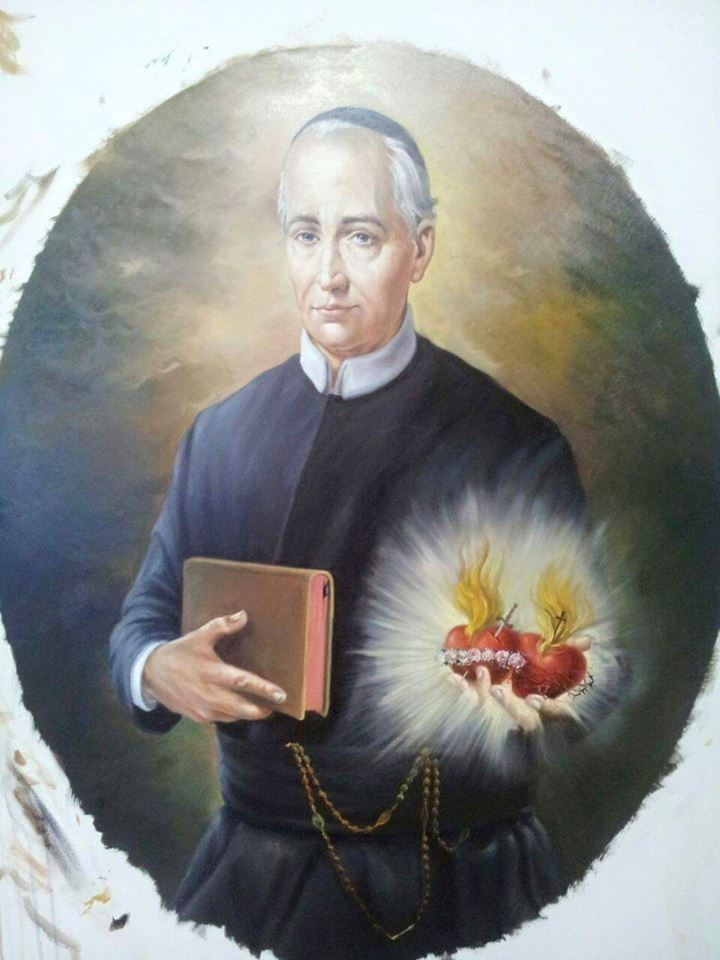
San Gaetano Errico, fondatore della congregazione

La congregazione fu fondata nel 1833 a Secondigliano dal sacerdote italiano Gaetano Errico (1791-1860), che eresse accanto alla chiesa dell'Addolorata un ritiro per la formazione di sacerdoti da impiegare nella predicazione delle missioni popolari e degli esercizi spirituali nell'Italia meridionale. L'opera era stata ispirata a Errico da sant'Alfonso Maria de' Liguori; Nunzio Sulprizio fu tra i primi a voler entrare nell'istituto, ma il suo stato di salute glielo impedì.
I Missionari dei Sacri Cuori ricevettero il pontificio decreto di lode il 22 giugno 1838 e l'approvazione definitiva dalla Santa Sede il 7 agosto 1846; nel 1858 il re Ferdinando II di Borbone affidò loro la direzione del santuario della Madonna della Civita, presso Itri. Nel medesimo anno il principe Antonio Santacroce cedette alla congregazione la Chiesa di Santa Maria in Publicolis con annessa la casa.
I religiosi vennero dispersi dopo l'unità d'Italia, ma grazie all’opera di padre Pietro di Nocera, superiore generale, si ebbe una rifioritura della Congregazione, con la reintegrazione di Padri dispersi e l’ampliamento ed abbellimento della Chiesa dell’Addolorata.  Nel 1894 un missionario riscattò la casa madre e nel 1921 venne aperta una scuola apostolica per la formazione di nuovi religiosi, consentendo la rinascita della congregazione.
Il fondatore è stato proclamato santo da papa Benedetto XVI il 12 ottobre 2008.

## Attività e diffusione
I religiosi dell'istituto si dedicano alla propagazione della devozione ai Sacri Cuori di Gesù e Maria, al ministero sacerdotale, alle missioni interne e ad gentes, ai ritiri spirituali e agli oratori per la gioventù.
Oltre che in Italia, sono presenti in Argentina, India, Indonesia, Nigeria, Slovacchia e Stati Uniti d'America; la sede generalizia è presso la chiesa di Santa Maria in Publicolis a Roma.
Alla fine del 2015, l'istituto contava 27 case e 141 religiosi, 90 dei quali sacerdoti.